# Carmen Hurtado Pérez
Carmen Hurtado Pérez (Cáceres, 1970) es un pintora española que utiliza la pintura, el dibujo, la fotografía y la poesía en sus obras.

## Trayectoria profesional
Después de licenciarse en Farmacia, cambia radicalmente de disciplina y orienta su carrera hacia el arte, por lo que decide formarse en diferentes escuelas de arte tales comoː en 2008, Pintura creativa en la Escuela Massana de Barcelona; Iart; Experimentem amb l’art; Ruidopho de Barcelona; Blake Collage de Londres y Art School of New York.
Realizó talleres con diferentes artistas y comisarios como los realizados con los escultores Gabriel Sanz y Samuel Salcedo en 2016 en Hangar (Centro artístico de producción) Distribución, además, con la artista activista Tania Bruguera, la comisaria feminista Margarita Aizpuru o el videoartista Santiago Morilla. O el taller dirigido por Francesc Ruiz en el Macba (Museo de arte contemporáneo de Barcelona) y Dora García Workshop de performance 2015 Irrupciones. Formas de resistencia en el arte y en la contracultura del Cono sur y de Europa (70’-90’). En 2019  se formó en Antropología visual en el Instituto de estudios Fotográficos y con Noelia Pérez Poesía. Durante 2020 realizó cursos de extensión universitaria en simbología, historia e historia del arte en ArsGravis.  
Ha participado en residencias artísticas como: Tabakalera en San Sebastián y en Fundación Miro de Mallorca.

## Exposiciones
Entre las muchas exposiciones realizadas, tanto individuales como colectivas se destacan en el Instituto Cervantes de Chipre en 2011, en la asociación FAD, Fomento de las Artes y el Diseño de Barcelona, en 2015 participó en Feria Más que libros de Madrid y en Arts Libris de Barcelona.
En 2016 participó en la exposición colectiva «Mujeres Aladas» por las libertades de la mujer en el FAD, Centro de arte contemporánea de Barcelona dentro de la Bienal Miradas de Mujeres de Mav. Serie Earth en 2018 en ArtslIbris. Centro de Arts Santa Mónica. de Barcelona.
En 2020, Lecturas improvisadas. Exposición semillas de resistencia. Irene Pérez en la Galería Tigomigo de Terrasa. Obra para Jornadas tejiendo redes antirracistas Residencia artista en Can Timoner. Mallorca. Taller con Vanessa Varela. Obra forma parte de instalación en Fundación Miro. Barcelona Galería Arteria Barcelona.
En 2021 expuso en la colectiva en el Centro Cultural de la Cárcel de Segovia, espacio regido por el Ayuntamiento de esta capital, con una obra que contrasta la libertad de creación con el encierro obligatorio